# Культура накопления
Культура накопления, накопительная культура — культура бактерий и среда для них, в которой определённый вид микроорганизмов имеет преимущество над другими. Фактически культура накопления является минимальной культурой, содержащей благоприятствующие данному организму компоненты, устраняя компоненты, поддерживающие другие виды.
Метод основан на том, что необходимый организм будет содержаться хотя бы в небольшом количестве в исходном образце, а все остальные будут практически устранены в культуре. Как правило, метод полезен для первичного выделения микроорганизма, для выделения со временем чистой культуры, для диагностики и для выращивания организмов, которые не удаётся вырастить в чистой культуре.
Впервые метод был разработан голландским ботаником Мартином Бейеринком, подобные исследования параллельно проводил и Сергей Николаевич Виноградский.